# Eduardo da Silva

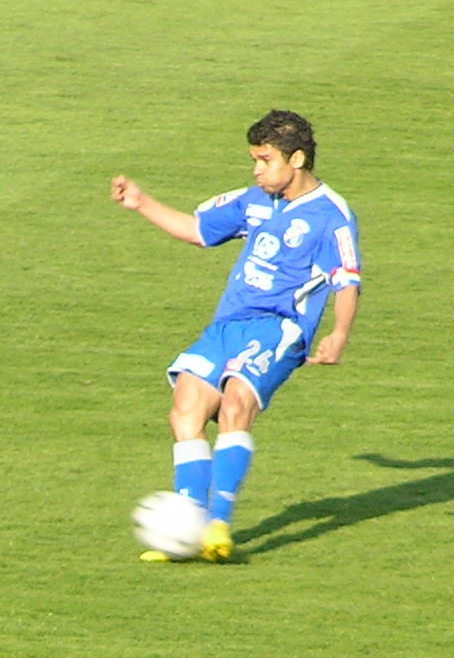
Eduardo tijdens zijn periode bij GNK Dinamo Zagreb

Eduardo Alves da Silva (Rio de Janeiro (Brazilië), 25 februari 1983) – alias Eduardo, Eduardo da Silva of Dudú – is een Kroatisch voormalig voetballer die bij voorkeur in de aanval speelde.

## Clubcarrière
Hij begon bij CBF Nova Kennedy en speelde ook in de jeugd voor Bangu AC. Vlak voor zijn zeventiende verjaardag kwam hij aan in Zagreb.
Het duurde even voordat Eduardo GNK Dinamo Zagreb overtuigde van zijn kunnen. Hij zat steeds bij de reserves. In 2002 werd hij verhuurd aan NK Inter Zaprešić in de tweede divisie. Hij maakte er tien doelpunten in vijftien wedstrijden en keerde vervolgens terug naar GNK Dinamo Zagreb. In de zomer van 2007 vertrok hij naar Arsenal FC. Arsenal FC maakte het transferbedrag niet bekend, maar de Kroatische media gingen uit van tien tot twaalf miljoen euro. Hij tekende voor vier jaar.
Op 23 februari 2008 brak Eduardo zijn scheenbeen na een tackle van Birmingham City FC-speler Martin Taylor, die na drie minuten met een rode kaart van het veld werd gestuurd. Eduardo miste hierdoor het Europees kampioenschap voetbal 2008 en er werd gevreesd dat zijn voetbalcarrière voorbij was. Foto's van de gebeurtenis werden vergeleken met Luc Nilis en David Busst, die na een beenbreuk hun carrière moesten beëindigen. Eduardo herstelde echter volledig van zijn beenbreuk en werd in januari 2009 weer geselecteerd voor het Kroatische elftal. Op 16 februari 2009 maakte hij zijn rentree in het eerste elftal van Arsenal FC in de met 4–0 gewonnen wedstrijd om de FA Cup tegen Cardiff City. Hierin scoorde hij twee keer.

### CR Flamengo
Eduardo speelde van 2010 tot 2014 voor FK Sjachtar Donetsk, dat daarna zijn contract niet verlengde. De aanvaller zat hierna een poosje zonder club, totdat CR Flamengo zich aanbood. Eduardo accepteerde het aanbod en debuteerde begin augustus 2014 tegen Chapecoense. Eduardo viel iets na één uur spelen in, maar kon de stand van 0-1 niet meer veranderen. In zijn tweede wedstrijd kwam Eduardo als wissel in het spel in de negenenzestigste minuut op het beruchte Maracanã. Zestien minuten later maakte Dudú zijn eerste treffer voor CR Flamengo. De enige goal van de wedstrijd tegen Sport Club do Recife zorgde ervoor dat CR Flamengo niet meer op de laatste plek stond. In de zestiende speelronde van de Campeonato Brasileiro Série A maakte de voormalige Kroatische international zijn tweede doelpunt in zijn vierde wedstrijd voor CR Flamengo. De in Brazilië geboren aanvaller stond niet in de basis tegen Clube Atlético Mineiro en scoorde (ongeveer) twintig minuten voor het eindsignaal de 2-1, voor de volle drie punten. Het resultaat bracht het aantal punten van CR Flamengo in de competitie op negentien punten, veertien punten minder dan koploper Cruzeiro EC. Zijn teamgenoot Wallace Reis Silva bezorgde CR Flamengo de winst in de eenentwintigste speelronde van de Braziliaanse competitie tegen SC Corinthians Paulista. De voormalige aanvaller van GNK Dinamo Zagreb assisteerde bij deze treffer. Zelf kon Eduardo de stand nog op 2-0 brengen voor CR Flamengo, maar miste de penalty voor het einde van de wedstrijd. Begin oktober 2014 opende Eduardo de score na vijf minuten tegen Figueirense FC, maar uiteindelijk waren de Alvinegro te sterk voor de ploeg uit Rio de Janeiro met 2-1. Dit was Eduardo's zesde goal in dertien wedstrijden voor CR Flamengo.

### Latere carrière
Eduardo keerde in juli 2015 terug bij Sjachtar Donetsk. Hier tekende hij ditmaal een contract tot 31 december 2016. Begin 2017 ging hij voor Atlético Paranaense spelen, in januari 2018 voor Legia Warschau. Hij verliet die club in december 2018 waarna hij bekend maakte te stoppen.

## Clubstatistieken

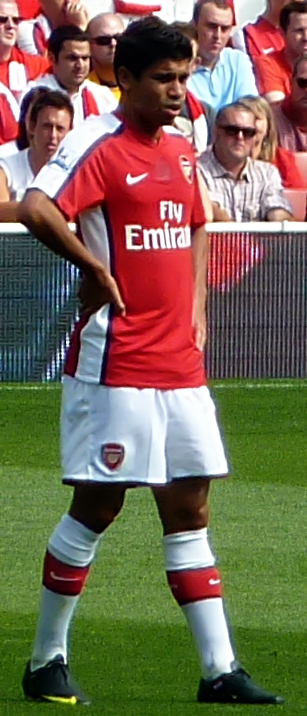
Eduardo in het tenue van Arsenal FC

| Seizoen                             | Club                | Competitie                 | Wed. | Goals |
| ----------------------------------- | ------------------- | -------------------------- | ---- | ----- |
| 2001/2002                           | GNK Dinamo Zagreb   | 1. Hrvatska Nogometna Liga | 4    | 0     |
| 2002/2003                           | → NK Inter Zaprešić | 1. Hrvatska Nogometna Liga | 15   | 10    |
| 2003/2004                           | GNK Dinamo Zagreb   | 1. Hrvatska Nogometna Liga | 24   | 9     |
| 2004/2005                           | GNK Dinamo Zagreb   | 1. Hrvatska Nogometna Liga | 21   | 10    |
| 2005/2006                           | GNK Dinamo Zagreb   | 1. Hrvatska Nogometna Liga | 27   | 20    |
| 2006/2007                           | GNK Dinamo Zagreb   | 1. Hrvatska Nogometna Liga | 32   | 34    |
| 2007/2008                           | Arsenal             | Premier League             | 17   | 4     |
| 2008/2009                           | Arsenal             | Premier League             | 0    | 0     |
| 2009/2010                           | Arsenal             | Premier League             | 24   | 4     |
| 2010/2011                           | FC Sjachtar Donetsk | Vysjtsja Liha              | 22   | 6     |
| 2011/2012                           | FC Sjachtar Donetsk | Vysjtsja Liha              | 16   | 5     |
| 2012/2013                           | FC Sjachtar Donetsk | Vysjtsja Liha              | 20   | 4     |
| 2013/2014                           | FC Sjachtar Donetsk | Vysjtsja Liha              | 23   | 9     |
| 2014                                | CR Flamengo         | Série A                    | 18   | 8     |
| 2015                                | CR Flamengo         | Série A                    | 9    | 2     |
| 2015/2016                           | FC Sjachtar Donetsk | Vysjtsja Liha              | 19   | 12    |
| 2016/2017                           | FC Sjachtar Donetsk | Vysjtsja Liha              | 10   | 2     |
| 2017                                | Atlético Paranaense | Série A                    | 6    | 0     |
| Totaal                              | Totaal              | Totaal                     | 307  | 139   |
| Laatst bijgewerkt op 3 januari 2018 |                     |                            |      |       |

## Interlandcarrière
In 2004 werd Eduardo met een versneld proces Kroaat en werd hij voor het eerst opgeroepen voor het nationale team onder de 21. Hij speelde mee in de kwalificatiewedstrijden voor het EK onder de 21 van 2004 en in het kampioenschap zelf in Duitsland. Hij speelde in het toernooi negen wedstrijden en scoorde zeven doelpunten.
Eduardo werd opgeroepen voor het nationale team door Zlatko Kranjčar. Zijn debuut was een vriendschappelijke wedstrijd tegen Ierland op 16 november 2004. Hierna speelde hij nog in twee vriendschappelijk wedstrijden en in de twee wedstrijden die Kroatië speelde in de Carlsberg Cup in Hongkong. Hij scoorde ook zijn debuutgoal in dit toernooi, tijdens de 4-0-overwinning tegen Hongkong.
Kranjčar riep Da Silva niet op voor het WK 2006, omdat hij Eduardo te jong vond. Na het WK werd hij geselecteerd door Slaven Bilić, de nieuwe coach van het team. Hij scoorde in de vriendschappelijke wedstrijd tegen Italië, waar Kroatië de dan regerend wereldkampioen met 2-0 versloeg. Ook speelde hij mee in de EK 2008- kwalificatiewedstrijd tegen Engeland, waar hij een kopbal er mede voor zorgde dat zijn land met 2-0 won. Hij scoorde drie doelpunten in een kwalificatiewedstrijd tegen Israël, die Kroatië met 4-3 won.
Op 29 mei 2012 maakte toenmalig bondscoach Slaven Bilić zijn definitieve en 23-koppige selectie bekend die Kroatië vertegenwoordigde op het Europees kampioenschap voetbal 2012 in Polen en Oekraïne, inclusief Eduardo die rugnummer 22 kreeg toebedeeld. Eduardo speelde in alle wedstrijden op het Europees kampioenschap en scoorde hierbij geen goals.

### Wereldkampioenschap 2014
In de kwalificatiewedstrijden voor het wereldkampioenschap voetbal 2014 in zijn geboorteland Brazilië speelde Eduardo in zeven van de tien kwalificatiewedstrijden mee. Hij maakte in totaal twee doelpunten in twee wedstrijden tegen hetzelfde voetbalelftal, namelijk tegen de Wales. Zijn tweede en laatste doelpunt in de WK-kwalificatie maakte Eduardo in de 87e minuut van de wedstrijd, wat tevens de winnende goal was en de drie punten bezorgde voor de Kroaten. Na bijna één jaar startte Eduardo in deze derde kwalificatieduel voor het eerst weer in de basis bij de Vatreni, nadat toenmalig bondscoach Igor Štimac besloot enkele veranderingen aan te brengen in het basisteam. Daarnaast was dit de eerste wedstrijd van Eduardo samen met de andere Braziliaan in het Kroatische voetbalelftal, Sammir, die ook voor het eerst in de basis startte. Met deze twee doelpunten stond Eduardo op de tweede plaats op het Kroatische lijstje van topscorers in de kwalificatiewedstrijden voor het wereldkampioenschap in 2014. Eduardo kreeg één gele kaart in de kwalificatiewedstrijd tegen Servië van de Duitse scheidsrechter Felix Brych. "Dit Kroatië behoort tot de top, in de kwartfinale of halve finale van het wereldkampioenschap", zei Eduardo na afloop van de tweede kwalificatiewedstrijd tegen Wales. Een paar dagen voor de eerste kwalificatiewedstrijd tegen Schotland zei de Kroaat in een interview met de FIFA: "Spelen voor de eerste, en misschien wel de laatste keer op een wereldkampioenschap in mijn Rio zou een droom zijn die uitkomt".
In een interview met de Kroatische krant Sportske novosti, nadat Kroatië zich had gekwalificeerd voor het eindtoernooi (door te winnen van IJsland) zei Eduardo: "Dit is het toernooi van mijn leven. Het zou geweldig zijn als we de groepswedstrijden zouden spelen in Rio de Janeiro, in het Maracanã." Na de loting op 6 december 2013 voor de eindronde, waar bekendgemaakt werd dat Kroatië de openingswedstrijd zou spelen en waar Kroatië in Groep A werd geplaatst, met gastland Brazilië, Kameroen en Mexico, zei Eduardo: "Dit is fantastisch, geweldig... Ik ben sprakeloos, dat zal een onvergetelijk spektakel zijn. Als we al gaan spelen tegen Brazilië, dan is het nog beter dat we de eerste (openings)wedstrijd tegen hen zullen spelen."
Eduardo werd in mei 2014 opgenomen in de Kroatische selectie voor het wereldkampioenschap door bondscoach Niko Kovač. Op het wereldkampioenschap kwam Eduardo niet in actie in de openingswedstrijd tegen zijn geboorteland. In de tweede groepwedstrijd speelde Eduardo twintig minuten tegen Kameroen. Nadat zijn vriend Ognjen Vukojević afscheid nam van het Kroatische elftal na het wereldkampioenschap, zwaaide ook de tweede topschutter aller tijden af door middel van een brief, waarin hij verklaarde dat enkele mensen buiten het voetbalelftal zich bemoeiden met het team.